# Lescuraea mutabilis
Lescuraea mutabilis är en bladmossart som beskrevs av Lindberg 1872. Lescuraea mutabilis ingår i släktet bågmossor, och familjen Leskeaceae. Inga underarter finns listade i Catalogue of Life.

## Bildgalleri

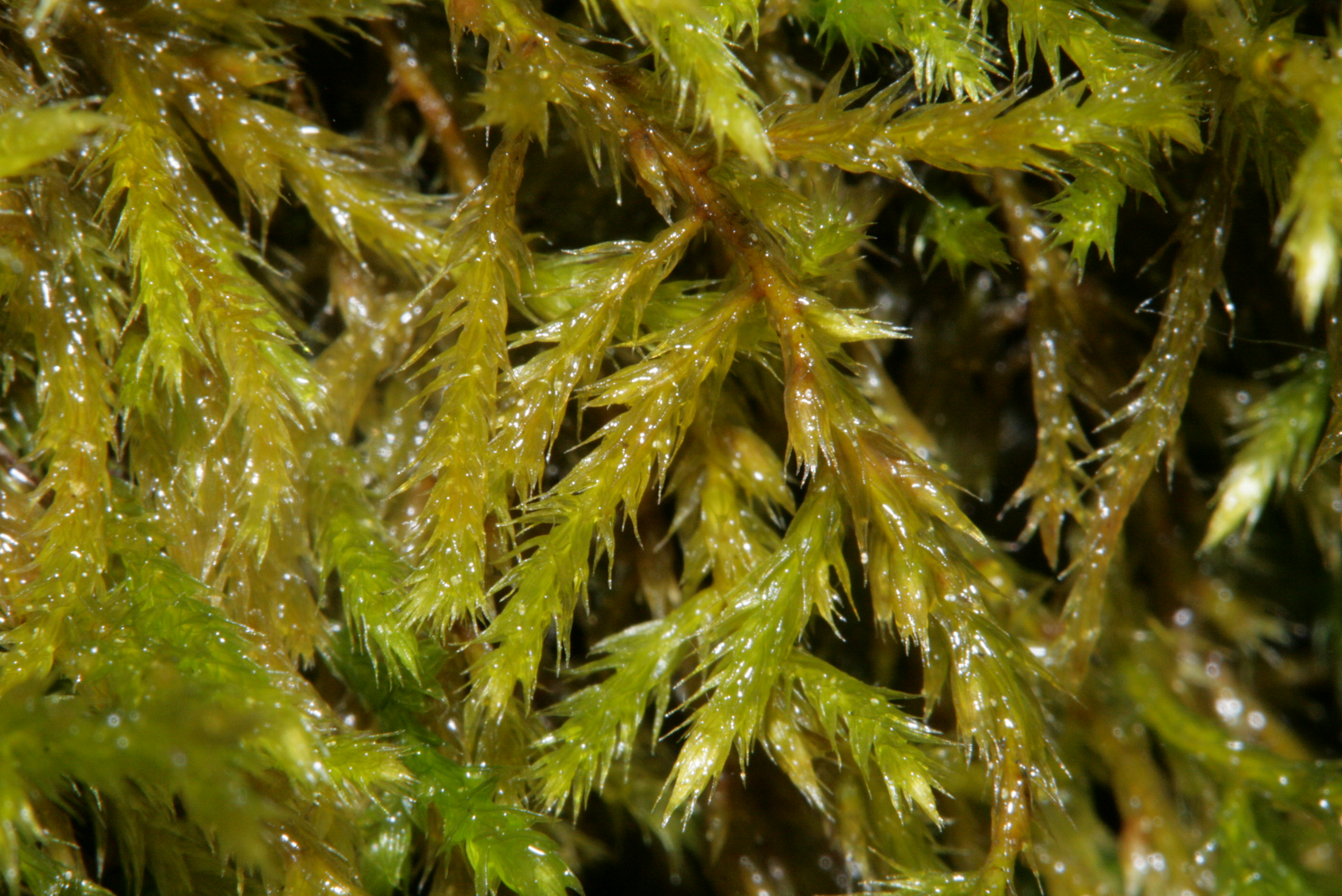
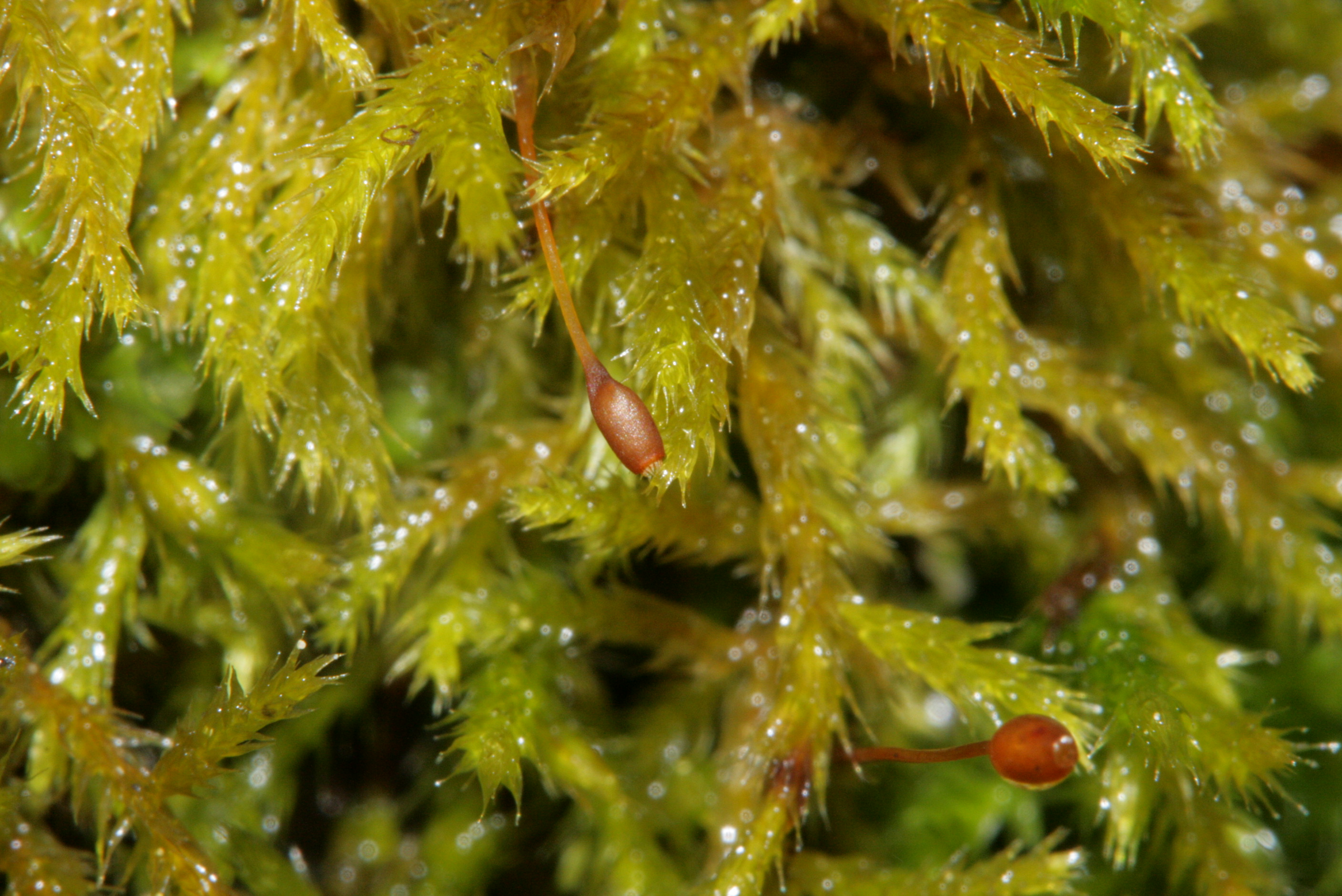
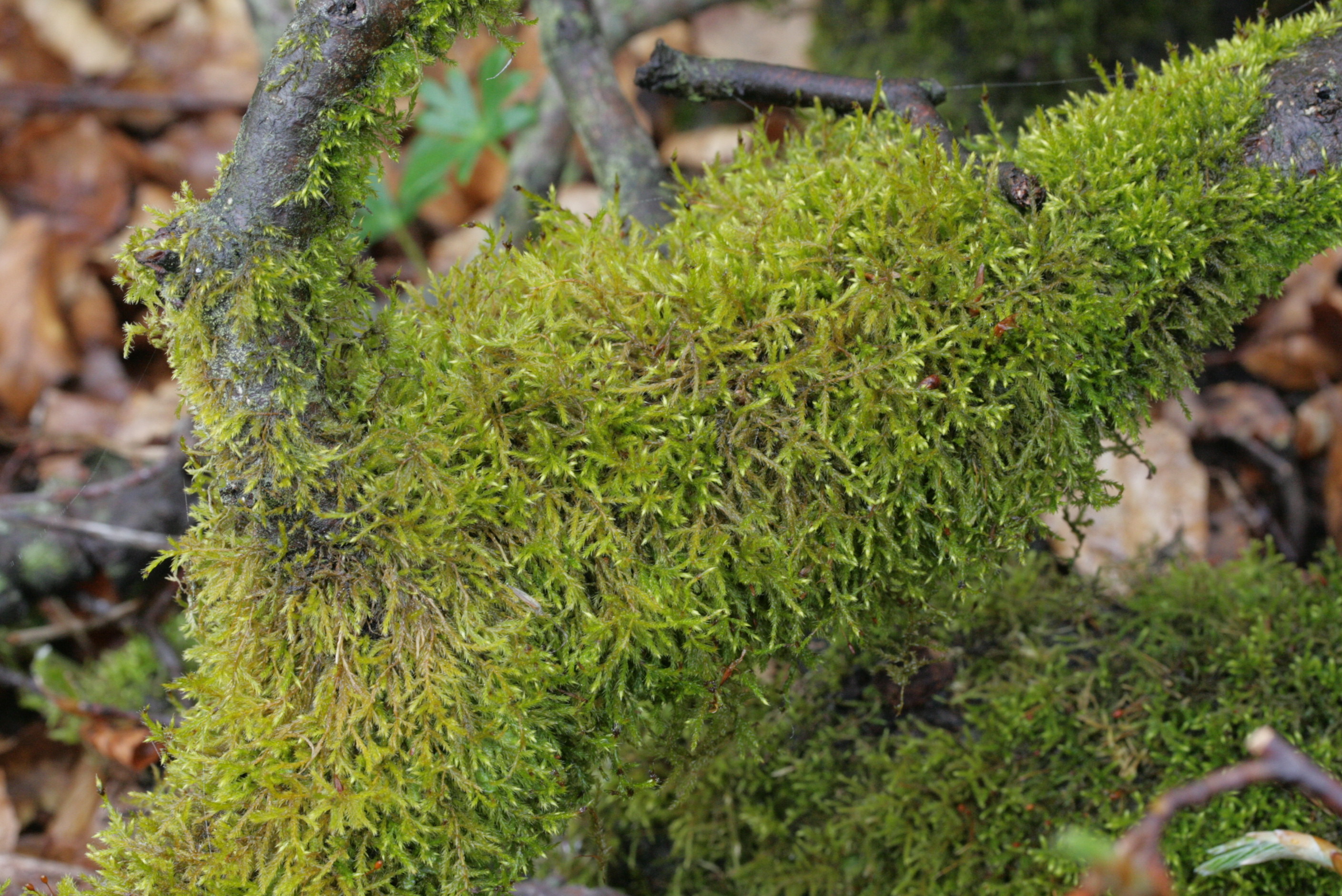
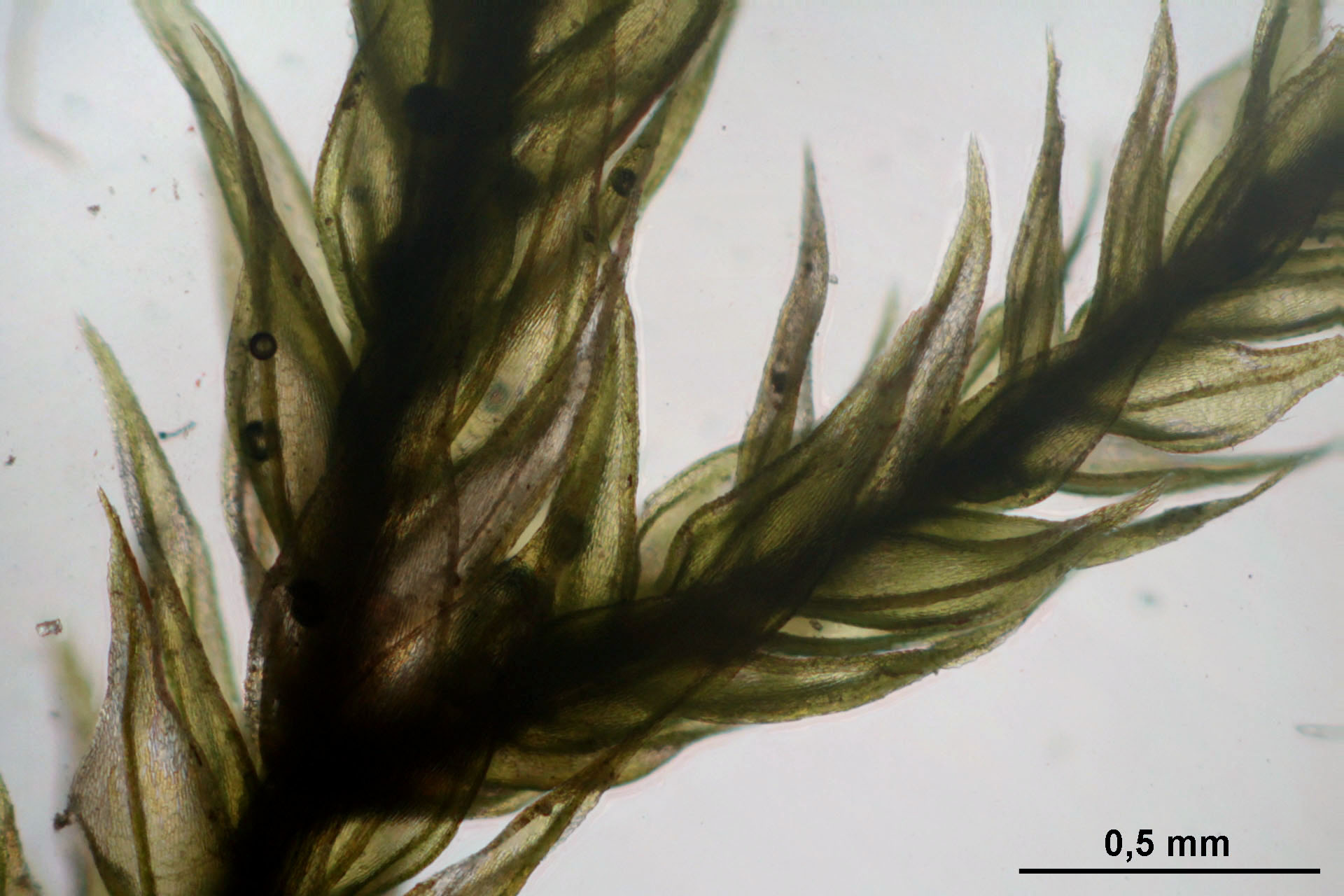